# كونستانتين إيجروبولو
كونستانتين إيجروبولو (الروسية: Игропуло, Константин Валерьевич) مواليد 14 أبريل 1985 في ستافروبول، روسيا، هو لاعب كرة يد يوناني يلعب كظهير أيمن. مثل منتخب روسيا لكرة اليد. شارك في دورة الألعاب الأولمبية الصيفية سنة 2008.

## المسيرة الاحترافية
لعب مع نادي تشيخوف لكرة اليد في الدوري الفرنسي من سنة 2005 إلى 2009، ثم انضم إلى نادي برشلونة لكرة اليد في الدوري الإسباني من سنة 2009 إلى 2012، ثم لعب مع نادي فوكس برلين لكرة اليد في الدوري الألماني من سنة 2012 إلى 2015.

## سجل المنافسة
شارك في البطولات التالية:
- بطولة العالم لكرة اليد للرجال 2015
- بطولة أوروبا لكرة اليد للرجال 2012
- بطولة أوروبا لكرة اليد للرجال 2014

## روابط خارجية
- كونستانتين إيجروبولو على موقع الاتحاد الأوروبي لكرة اليد (الإنجليزية)
- كونستانتين إيجروبولو على موقع أوليمبيديا (الإنجليزية)